# پاسترانا، لیته
پاسترانا، لیته (به لاتین: Pastrana, Leyte) یک منطقهٔ مسکونی در فیلیپین است که در لیته واقع شده‌است.

## خصوصیات
پاسترانا ۸۶٫۳۵ کیلومترمربع مساحت دارد.